# Братко-Кутинський Олексій Андрійович
Братко-Кутинський Олексій Андрійович (26 листопада 1926 — 8 червня 1993) — український філософ, психолог, письменник. Кандидат філософських наук. Киянин.

## Біографія
Сім'я: батько — Братко Андрій Максимович, інженер, мати — Кутинська Віра Іванівна, художниця, дядько — Кутинський Михайло Іванович, творець «Некрополю України».
Випускник філософського факультету Київського університету імені Тараса Шевченка. Працював на Київській телестудії, в «Українській енциклопедії», Інституті психології УРСР, Інституті інформації. 
У квітні 1968 підписав «Лист 139-ти» до Генерального секретаря ЦК КПРС Л. Брежнєва. 
У 1972 р. був звільнений з Інституту психології під час політичних репресій. Перебував під наглядом КДБ.
Досліджував проблеми та методи моделювання психіки, можливості їх застосування в психології, побудови моделей психічних процесів, а також досліджував ґенезу української державної символіки. Новизна досліджень вченого: наводить своє визначення психіки, як системи, що визначає якість людини, її поведінку і розвиток; розкриває функцію та структуру психіки, подає методи її вдосконалення та розширення її зв'язків з психічними проявами Всесвіту через призму найвідоміших релігій та філософських вчень; пропонує два основні принципи структурування середовища, в якому розгортається український етнос: триєдність космотворчої сили та циклічний характер її прояву; подає ґенезу української державної символіки, як таку, що постає внаслідок історичного та культурного розвитку народу.
Похований у Києві на Байковому кладовищі.

## Творчість
Автор книг, оповідань для дітей, численних статей з психології, кібернетики, релігії, української державної символіки, мови. Деякі з них:
- Моделирование психики, «Наука», Москва, 1969, 173 с.
- Моделирование психической деятельности, «Мысль», Москва 1969, 384 с.
- Що керує зорями? (Всесвіт та інтелект), Товариство «Знання», Київ, 1970, 64 с.
- Информация и психика, «Наука», Новосибірск, 1977, 198 с.
- Нащадки святої трійці, видавництво Міжнародного товариства «Білий птах», Київ, 1992, 85 с.
- Феномен України, «Вечірній Київ», Київ, 1996, 301 с.
- Як удосконалити свою психіку, «Артек», Київ, 2003, 173 с.
- Крізь плин часу, «Дух і літера», Київ, 2009, 280 с.